# Carmichael (cràter)

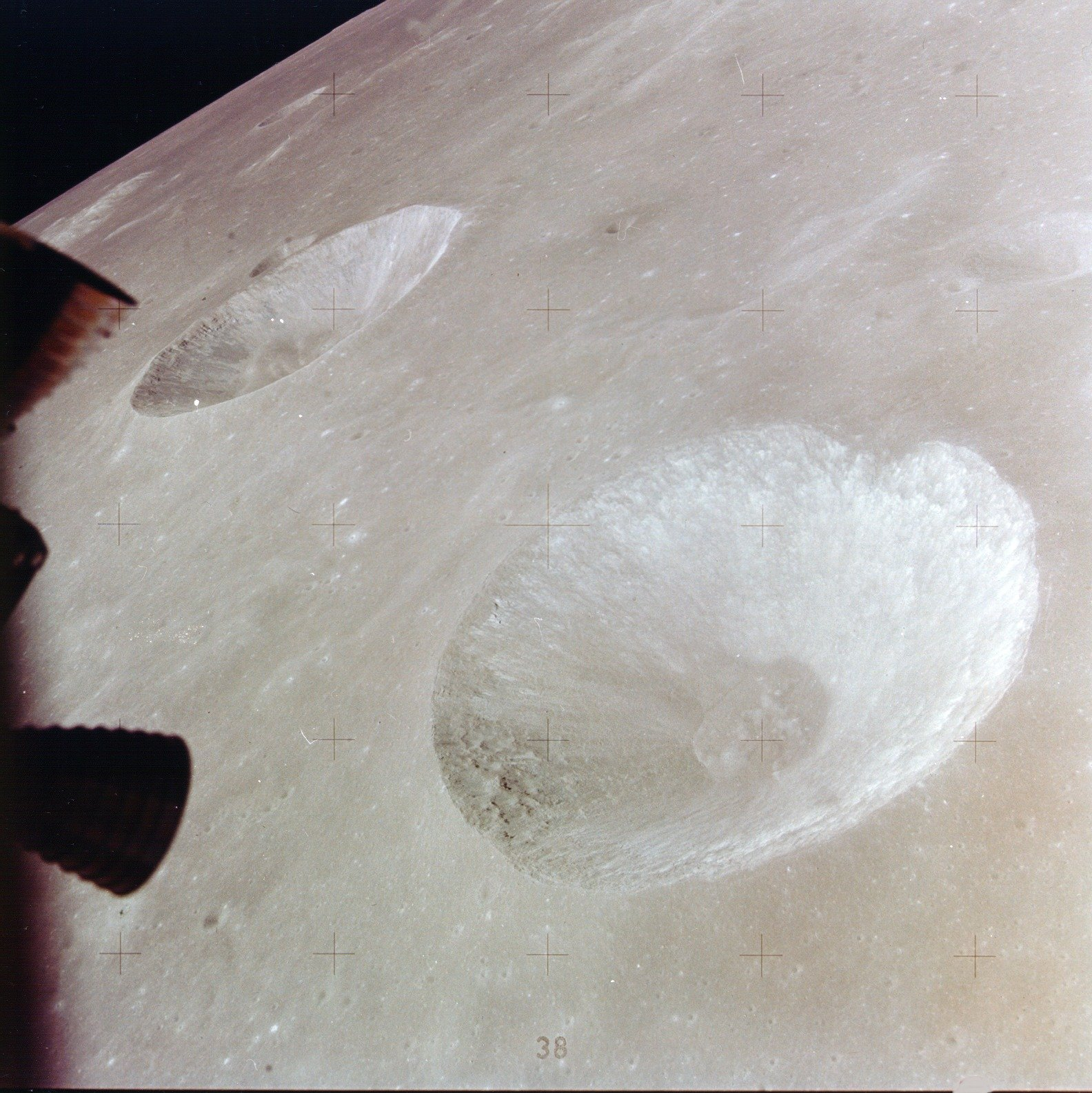
Cràters Carmichael (part superior esquerra) i Hill. Fotografia de la missió Apol·lo 15

Carmichael és un cràter d'impacte que està situat al llarg de la vora oriental del Sinus Amoris, en el quadrant nord-est de la cara visible de la Lluna. Dins d'un parell de diàmetres del cràter es troba al sud-sud-oest el cràter Hill, més petit. Més cap a l'est-nord-est apareix el destacat cràter Macrobi. Carmichael va ser designat Macrobi A abans de rebre el seu nom actual per la UAI.

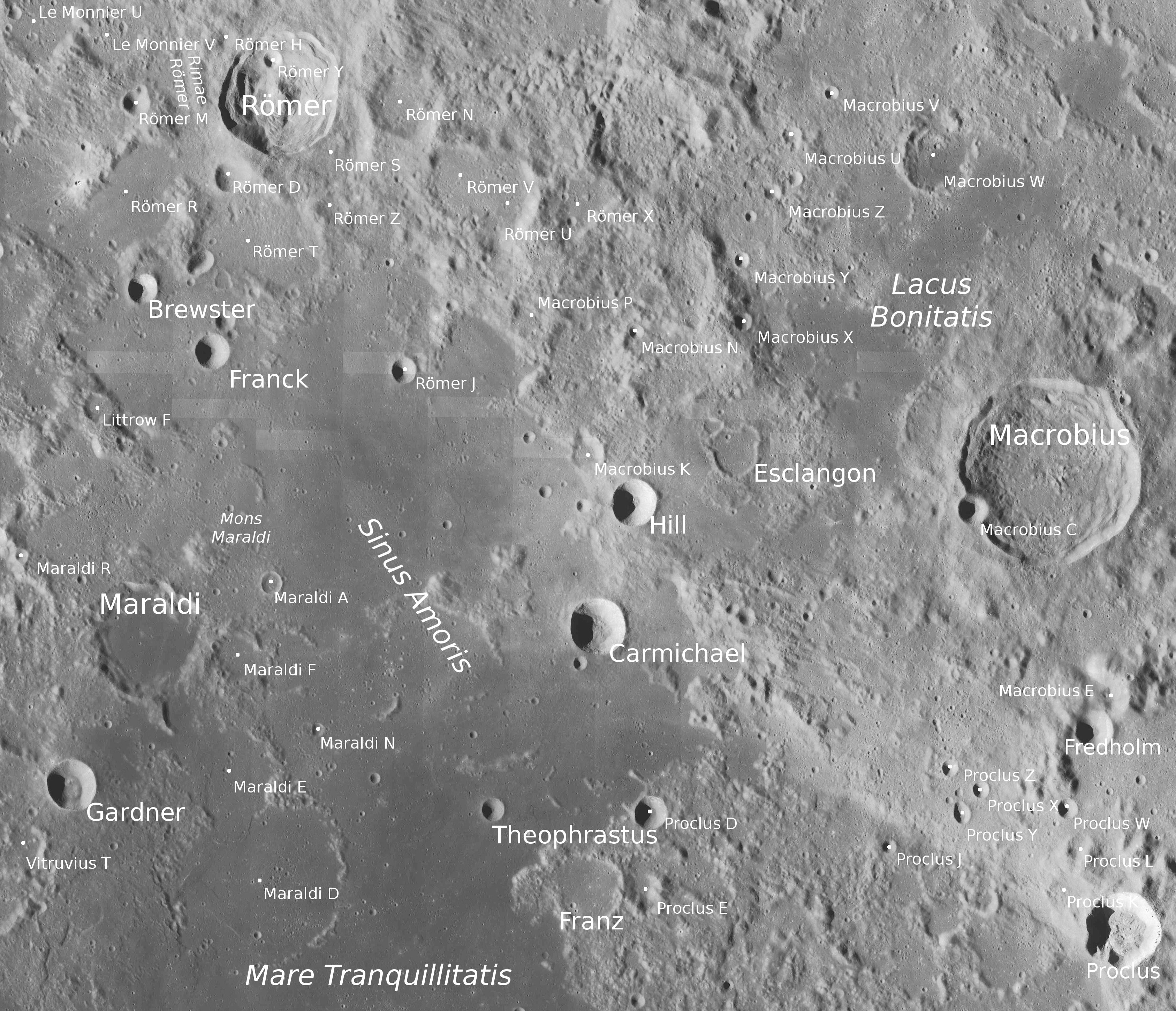
Fotografia de la missió Lunar Reconnaissance Orbiter. Carmichael pràcticament al centre

Carmichael és generalment circular, amb una petita plataforma al centre de les parets interiors inclinades. Hi ha una baixa altura de talús al llarg de la paret interior del sud-est. El cràter està lliure d'impactes notables al llarg de la vora o l'interior, encara que una petita márca de cràter està situada en la mar lunar just fora del brocal cap al sud-sud-oest.